# 紅眼龍脊魨
紅眼龍脊魨為輻鰭魚綱魨形目四齒魨亞目四齒魨科的其中一種，為熱帶淡水魚，分布於亞洲印尼蘇門答臘Banjuasin流域及加里曼丹Sambas河流域，雄魚有紅色的背鰭與尾鰭，眼睛紅色，體長可達4.4公分，棲息在植被生長、水質深色偏酸的河川，生活習性不明。

## 扩展阅读
維基物種上的相關：紅眼龍脊魨